# Taube (Schiff)
Die Segelyacht Taube war ein deutsches Sportboot, das zuletzt für einen Völkerverständigungsverein mit Jugendlichen internationaler Herkunft für einen großen Segeltörn in See stach.
Sie sank am 20. Januar 2009 nach Kenterung bei starkem Wellengang vor der Westküste Marokkos auf der Position 34° 16′ 0″ N, 6° 41′ 4″ W, als sie in den Hafen von Mehdia einlaufen wollte. Von den sieben Besatzungsmitgliedern im Alter von 17 bis 28 Jahren überlebte nur eine 19-jährige Deutsche.
Als wesentliche Unglücksursache für diesen sehr schweren Seeunfall werden eine unprofessionelle Schiffsführung und mangelnde Seemannschaft vermutet.

## Das Boot
Die slupgetakelte Segelyacht aus der Werft Banange Shipyard wurde 1971 erstmals zu Wasser gelassen und diente anschließend  als Freizeitboot. Die Länge über alles betrug 8,25 Meter, die Breite 2,45 Meter. Der Stahlrumpf war als Kielschwerter ausgelegt. Mit gehobenem Schwert betrug der Tiefgang etwa 1,0 Meter, bei herabgelassenem Schwert 1,6 Meter. Bis 2007 trug das 3,0 bis 3,5 Tonnen schwere Boot den Schiffsnamen Thun. Motorisiert war die Yacht mit einem Einzylinder-Dieselmotor von Farymann Diesel, der 4,4 kW (6 PS) leistete. Das Sportboot lief zuletzt unter deutscher Flagge, sein Heimathafen war Kappeln.

### Umwandlung zum Vereinsboot
Das damals 36 Jahre alte Boot wurde im August 2007 vom in Tübingen ansässigen Verein für Völkerverständigung Migrobirdo (Esperanto; auf Deutsch „Wandervogel“) für deutlich weniger als 2000 Euro von einer Werft gekauft. Laut Kaufvertrag war die Anzahl der Vorbesitzer unbekannt und das Boot als nicht fahrtüchtiges Bastelobjekt verkauft worden. Innerhalb von sechs Wochen wurden durch Mitglieder des Vereins Sanierungsarbeiten am Boot durchgeführt. Im Zuge dieser Arbeiten, die von Zeugen als laienhaft bewertet worden sein sollen, wurde das Boot in Taube umbenannt.
Bezüglich einer Seetüchtigkeit des Bootes gab es offensichtlich von Anfang an Zweifel. Fest steht, dass der Motor während der anschließenden Reise regelmäßig Probleme bereitete.

### Ausrüstung
Zum Zeitpunkt des Unglücks war das Boot mit einer elektrischen und einer Hand-Lenzpumpe ausgerüstet. Es gab zwei GPS-Geräte sowie ein UKW-Seefunkgerät. Wegen Geldmangels gab es nur Kopien von Seekarten und Hafenhandbüchern, deren Aktualität und Vollständigkeit heute nicht mehr nachzuvollziehen ist. Es gab sieben Automatik-Rettungswesten einschließlich Sorgleinen, pyrotechnische Seenotsignale sowie einen Notsender (EPIRB), der sowohl von Hand als auch automatisch ausgelöst werden konnte. Eine Rettungsinsel gab es nicht, jedoch ein Schlauchboot als Beiboot, das für zwei Personen ausgereicht hätte.
Aufgrund der nicht gewerblichen Nutzung als Vereinsboot war keine behördliche Prüfung und Überwachung von Boot und Ausrüstung vorgeschrieben.

## Die Reise
Einen ersten Versuch einer längeren Reise gab es bereits nach den Renovierungsarbeiten im Herbst 2007. Dieser wurde jedoch schon vor dem Erreichen der Nordsee abgebrochen, nachdem die segelnden Vereinsmitglieder festgestellt hatten, dass sie noch nicht über ausreichende Segelerfahrungen verfügten.
Der eigentliche Segeltörn begann im Mai 2008. Bereits zu dieser Zeit bestand der Plan, zu den Kanarischen Inseln zu segeln und dann über den Atlantik Südamerika zu erreichen. Entgegen der ursprünglichen Planung wechselte die Besatzung relativ häufig, sodass nur ein kleiner Teil der Mitsegler Segelerfahrung vorweisen konnte. Das Schiff erreichte nach sechs Monaten Südspanien. Boot und Besatzung zeigten unterwegs durchaus seglerische Leistungen, wie Segeln bei Windstärke 8 sowie die Durchfahrt durch den Ärmelkanal und die Querung der Biskaya. Dies gab möglicherweise dem Schiffsführer und neu dazu stoßenden Mitseglern das Gefühl, mit allen Herausforderungen auf See umgehen zu können.
Wo das Boot auftauchte, fiel es mit seiner Bemalung, seiner überwiegend barfüßigen fröhlichen Besatzung und den auf dem Kai ausgebreiteten Ausrüstungsgegenständen und Vorräten auf. Das Leben auf dem kleinen Boot war extrem eng, hatte jedoch offensichtlich seine Reize. Es gehörte zu den wesentlichen Zielen des eher der Hippie-Szene zuzuordnenden Vereins, dass keine Hierarchien gelebt wurden, sondern alle Entscheidungen mehrheitlich abzustimmen waren. So sah sich der 25-jährige Schiffsführer nicht als der Skipper des Bootes. Da er aber der wesentliche Initiator der Reise war, das Boot am besten kannte sowie während der Reise sich die größte seemännische Erfahrung aneignen konnte, hatte sein Wort das meiste Gewicht. Er war Inhaber des Sportbootführerscheins See, was der gesetzlichen Mindestanforderung zur Führung eines Sportbootes in Küstengewässern entspricht. In allen Berichten wird er unstrittig als der „Schiffsführer“ angesehen.
Am 11. Januar 2009 lief das Boot in Asilah, Marokko ein. Dort gingen fünf von zehn Besatzungsmitgliedern von Bord, zwei stiegen zu. In Gesprächen mit anderen Seglern wurde die Gefahr, bestimmte Atlantikhäfen Marokkos bei hoher Dünung anzulaufen, angesprochen. Der Schiffsführer sah hierin kein Problem, die übrigen Besatzungsmitglieder vertrauten ihm offenbar aufgrund seiner während der Reise gewonnenen Erfahrung.
Filmaufnahmen, die am 16. Januar 2009 beim Auslaufen der Taube gemacht wurden, deuten auf einen geringen Freibord und damit auf eine offensichtliche Überladung der Segelyacht hin. Schon bei der Hafenausfahrt neigte der Bug dazu, die relativ leichten Wellen zu unterschneiden.

## Untergang

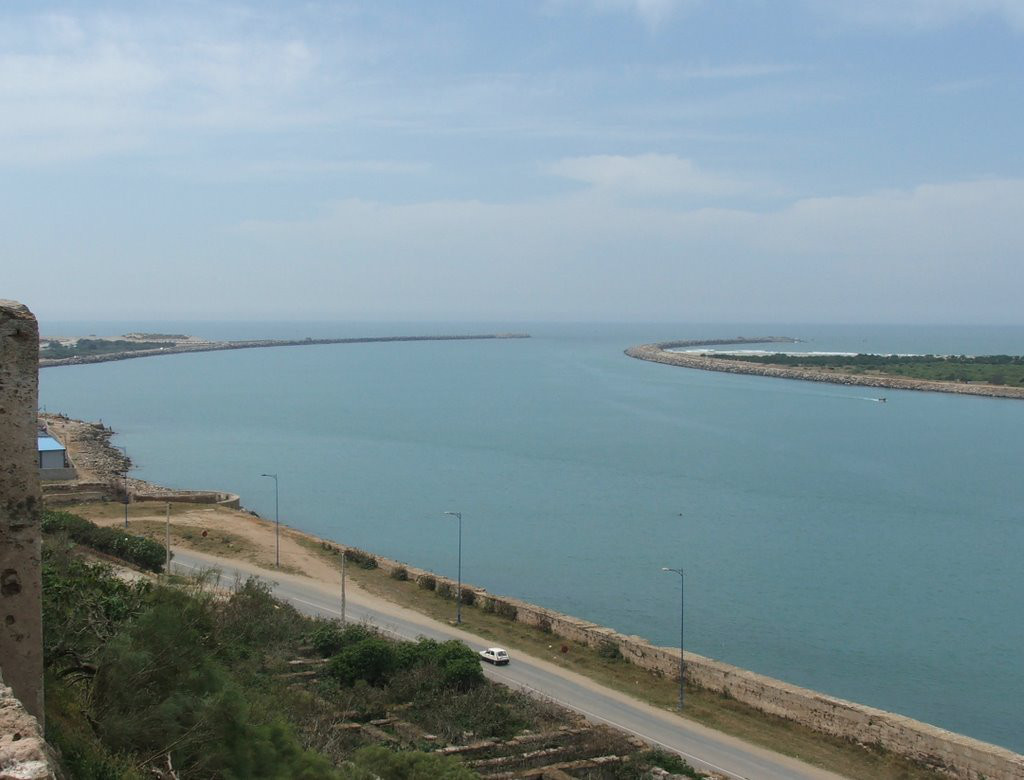
Hafeneinfahrt von Mehdia

Die Taube lief am 17. Januar 2009 gegen 3 Uhr früh in den Hafen von Larache ein. Die Besatzung bestand aus sieben Personen: dem Schiffsführer und Initiator der Reise, einem weiteren Vereinsmitglied und fünf Gästen. Von den Gästen kamen zwei aus Deutschland, eine junge Frau aus Österreich, eine aus Slowenien und eine aus Dänemark. Die meisten Gäste waren erst wenige Tage oder Wochen an Bord. In Larache lag das Schiff bis zum 19. Januar spätabends.
Es gab seitens des marokkanischen Wetterdienstes eine Sturmwarnung über Windstärken bis 8 Beaufort aus westlichen Richtungen und hohen Wellengang. Ein Internetportal sagte nur eine Windstärke 5 Beaufort voraus. Der Schiffsführer informierte sich über das Internet, wobei nicht mehr sicher geklärt werden kann, welche Prognosen ihn tatsächlich erreicht hatten. Anschließend diskutierte er mit der Besatzung, ob man den Aufenthalt in Larache verlängern oder bei ungemütlichen Verhältnissen weitersegeln sollte. Die Entscheidung fiel auf Weitersegeln in Richtung Rabat. Bezüglich der auf der Strecke liegenden Häfen lagen dem Schiffsführer Kopien eines Hafenhandbuches vor. Diese müssen von ihm auch eingesehen worden sein.
In der Nacht zum 20. Januar 2009 lief die Taube aus dem Hafen von Larache aus. Auf See hatten mehrere Besatzungsmitglieder Schwierigkeiten mit der Seekrankheit, die sie unter Deck liegend ertrugen. Am frühen Nachmittag wurde das Boot von einer überkommenden Welle getroffen, wobei Teile der auf Deck unter dem Schlauchboot gestauten Ausrüstung, darunter vermutlich Teile der Fotokopien des Hafenhandbuches, über Bord gingen. Daraufhin wurde die verbliebene Ausrüstung vom Deck wieder in der Kajüte gestaut. Die drei Besatzungsmitglieder, die sich in der Plicht aufhielten, legten Rettungswesten an und pickten ihre Lifebelts ein.
Das Segeln vor Westafrikas Küsten hat eine deutlich andere Dimension als das Segeln auf europäischen Gewässern. Auf dem Atlantik überwiegt die Dünung gegenüber der Windsee. Die Auswirkungen sind besonders in Landnähe spürbar: Wenn die Wellen auf flacheres Wasser treffen, entwickeln sich hochgefährliche Kreuz- und Grundseen. Die Einfahrt in den Hafen von Mehdia ist wie auch bei anderen Häfen an der westafrikanischen Küste deshalb bei bestimmten Wellenhöhen und Windstärken nicht möglich. Daher wird sie von den Hafenbehörden für gesperrt erklärt und darf nicht angelaufen werden. Dies wird vor Ort mittels einer Signalanlage angezeigt und über verschiedene seemännische Informationsdienste vermittelt, unter anderem auch über das Hafenhandbuch. Des Weiteren kann über Seefunk beim Hafenmeister entsprechende Information eingeholt werden.
Als das Schiff auf Höhe der Flussmündung des Sebou war, wurde kurz diskutiert, ob bis Rabat weitergesegelt oder der in der Flussmündung liegende Hafen von Mehdia aufgesucht werden solle. Dass der Hafen von Mehdia wegen gefährlicher Grundseen bei derartigen Windverhältnissen gesperrt war, war an Bord offensichtlich nicht bekannt. Die Mehrheit der Besatzung votierte für das Einlaufen in den Hafen. Mehrheitsentscheidungen dieser Art sind auf See eher unüblich. Vermutlich wurde dieses im Nachhinein fatale Abstimmungsergebnis vor allem durch die Seekrankheit von drei Seglern bewirkt. Es gab keinen Versuch, eine Funkverbindung mit dem Hafen aufzunehmen, und die Sperrsignale des Hafens wurden entweder nicht gesichtet oder nicht richtig interpretiert.
Der Schiffsführer bemerkte, dass ihm Teile der Hafenhandbuchkopien fehlten, doch erinnerte er sich noch an die in der Flussmündung liegende Barre und die richtige Ansteuerung der Einfahrt. Die Besatzung bereitete sich auf das Einlaufen in den Hafen vor. Hierzu wurde zunächst das Schwert gezogen. Damit war die Kentergefahr des Bootes deutlich erhöht. Da man aber in den vorangegangenen Wochen einmal mit herabgelassenem Schwert Grundberührung gehabt hatte, war es zur Gewohnheit geworden, bei Hafeneinfahrten das Schwert hochzuziehen. Kaum war das Schwert eingeholt, begann das Boot deutlich heftiger zu rollen.
Gleichzeitig wurde der Motor gestartet. Er sprang zunächst nicht an. Mehrere Versuche, ihn zum Laufen zu bringen, blieben erfolglos. Das Boot lag nun schon zwischen den beiden 415 Meter voneinander entfernten Molenköpfen der Hafeneinfahrt. Nur wenige Sekunden nachdem der Motor angesprungen war, wurde das Boot von der ersten Grundsee getroffen. Dabei brach eines der Kajütfenster und große Mengen Wasser drangen sowohl durch das Fenster als auch durch den Niedergang in das Boot ein. Der unter Deck befindlichen Besatzung gelang es noch, in die Plicht zu kommen, als schon die nächste hohe Welle das Boot traf und mehrere Besatzungsmitglieder über Bord spülte. Spätestens mit der nächsten Welle war die Taube endgültig gekentert.
Der einzigen Überlebenden gelang es, im Wasser eine Isomatte zu ergreifen. Sie wurde mehrfach von weiteren Grundseen getroffen und unter Wasser gespült. Der Unfall war von Land aus beobachtet worden, doch gab es keine Chance, bei diesem Wellengang mit Wasserfahrzeugen zur Unglücksstelle zu gelangen. Durch eine glückliche Fügung gelang es der Deutschen, die nördliche Mole zu erreichen, wo sie von Fischern in Empfang genommen wurde. Bekleidet war sie zu diesem Zeitpunkt nur noch mit einem Unterhemd. Die übrige Kleidung war ihr nach eigener Aussage von der Wucht der Wellen vom Körper gerissen worden. Sie wurde in ein Krankenhaus gebracht, war aber im Wesentlichen unverletzt.

## Such- und Rettungsmaßnahmen
Die Zeugen an Land hatten gegen 17:15 Uhr die örtlichen Rettungsdienste alarmiert. Anfangs konnten noch drei Besatzungsmitglieder ohne Rettungsweste im Wasser schwimmend gesichtet werden. Die Wassertemperatur betrug etwa 12 °C. Zunächst versuchten Zeugen, ein Surfbrett zum Erreichen der Schwimmer einzusetzen, was nicht gelang. Als gegen 17:25 Uhr die ersten Rettungskräfte die Molen erreichten, wurden zwei Boote eingesetzt, die aber nicht gegen die Brandung ankamen.
Der Notsender (EPIRB) gab sofort nach dem Unglück automatisch Alarm. Der Alarm lag gegen 17:27 Uhr der Seenotleitung MRCC Bremen vor, doch konnte man zunächst die Position nur grob eingrenzen. Um 17:44 Uhr erfuhr man auch die durch Satellitenpeilung ermittelte Position der Unglücksstelle. Zu dieser Zeit ging vor Ort die Sonne unter. Zumindest eine schwimmende Person, wahrscheinlich die Slowenin, wurde noch gesichtet. Als gegen 18 Uhr ein Hubschrauber eintraf, ging auch diese Sichtung verloren.
Nach einer kurzen Unterbrechung der Suche während der Nacht wurde sie morgens gegen 6 Uhr wieder aufgenommen. Der Einsatz eines Bootes war weiterhin durch die Brandungswellen nicht möglich, weshalb nur am Strand und mittels Hubschrauber gesucht werden konnte.
Die Leichen der Slowenin und der Dänin wurden innerhalb der nächsten elf Tage am Strand mehrere Kilometer nördlich und südlich der Flussmündung angespült. Die verbleibenden drei männlichen Deutschen und die Österreicherin wurden nie gefunden. Auch die Taube wurde nicht wieder aufgespürt, während ihr Schlauchboot noch am Abend des Unfalls im Hafen von Mehdia angetrieben wurde.

## Unfalluntersuchung
Seeunfälle, bei denen ein unter deutscher Flagge fahrendes Schiff betroffen ist, werden stets von der Bundesstelle für Seeunfalluntersuchung (BSU) untersucht. Für die BSU war es der folgenschwerste Unfall des Jahres. Ziel dieser Untersuchungen ist nicht, Schuldfragen zu klären, sondern künftige Unfälle zu verhüten und das System Seefahrt sicherer zu machen. Hinderlich für die Untersuchung war, dass das Wrack nicht gefunden wurde und nur eine einzige Überlebende über das Vorgehen an Bord am Unglückstag Auskunft geben konnte. Der Untersuchungsbericht kann auf den Seiten der BSU abgerufen werden.
In einem von der BSU angeforderten Gutachten des Deutschen Wetterdienstes wurde die Wellenhöhe vor der marokkanischen Küste für den Unfalltag im Nachhinein mit 6 bis 7 Metern, die möglichen Grundseen in der Hafeneinfahrt mit bis zu 10 Metern errechnet.
In dem Untersuchungsbericht werden die folgenden schwerwiegenden Fehler bei der Schiffsführung festgestellt:
- Eine Sicherheitseinweisung der Mannschaft fand nicht statt.
- Bei dem Unfall waren die Rettungswesten nur von einem Teil der Mannschaft angelegt worden; das Tragen der Westen wurde an Bord offensichtlich nicht ernst genommen.
- Es befanden sich an Bord nur unzureichend Seekarten und nur Kopien der Hafenhandbücher. Es bleibt unklar, ob die Informationen zur Hafensperrung vorlagen. Revierkenntnisse waren nicht vorhanden. Vor den vor allem aus der Dünung entstehenden gefährlichen Grundseen an der Westküste Marokkos wird in der einschlägigen Literatur hinreichend gewarnt.
- Das Boot war bei der vorhandenen Besatzung und Beladung für die Westküste Marokkos nicht ausreichend seetüchtig. Es war überladen, sodass der Freibord nur noch 50 cm betrug.
- Eine Bordhierarchie war nicht vorhanden, obwohl die meisten Segler unerfahren waren.[2]
- Das Boot hätte bei der gegebenen Hafensperrung nicht in den Hafen von Mehdia einlaufen dürfen. Nachdem man bereits auf See war, blieb eigentlich nur ein Abwettern auf See bzw. Weiterfahren übrig.[25] Der Hafen war bei dem Wetter definitiv nicht zugänglich. Deswegen war er auch für die Schifffahrt gesperrt. Auch wesentlich größere, besser ausgerüstete Boote wären mit ziemlicher Sicherheit an diesem Tag an dieser Hafeneinfahrt gescheitert.[26]

## Nachwirkungen
Der Untergang der Taube war auch mehrere Jahre später Thema in verschiedenen Tageszeitungen und Seglerforen. Im Jahr 2014 nahm die Zeitschrift Yacht dieses Schiffsunglück in eine Liste der elf herausragendsten Seglerunfälle auf.
Der Migrobirdo Verein für Völkerverständigung e. V. wurde am 21. September 2011 aus dem Vereinsregister Stuttgart ausgetragen. Die Webseite/Blog sollte bis auf Weiteres zur Dokumentation erhalten werden, ist aber inzwischen offline.